# ولادیمیر دزوریلا

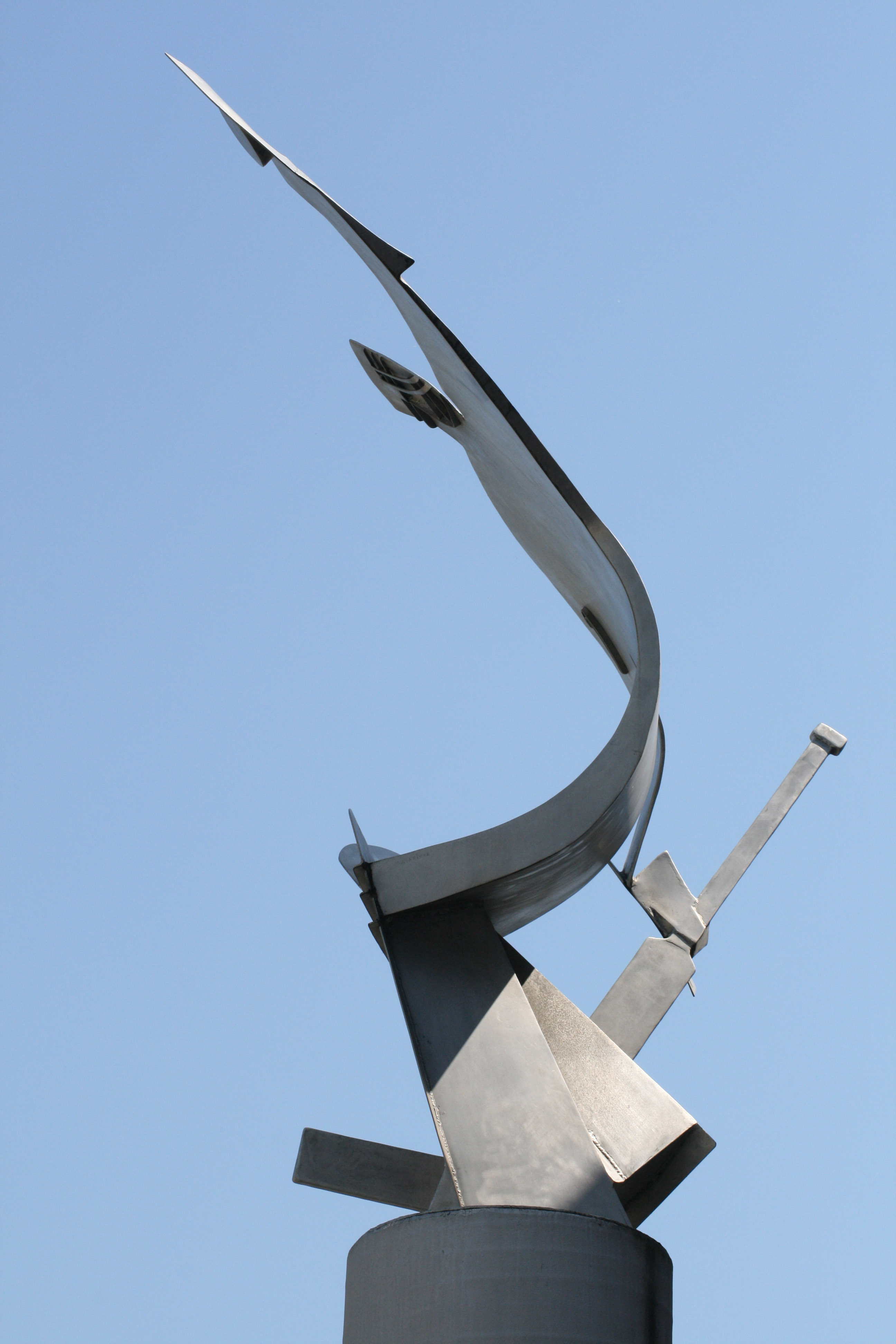
مجسمه ولادیمیر دزوریلا در مقابل «استادیوم زمستانی» براتیسلاوا

ولادیمیر دزوریلا (اسلواکی: Vladimír Dzurilla; ۲ اوت ۱۹۴۲ – ۲۵ ژوئیهٔ ۱۹۹۵) بازیکن هاکی روی یخ اهل چکسلواکی بود.